# Moschops
Il moscope (gen. Moschops) è un genere estinto di terapsidi, appartenente ai dinocefali. Visse nel Permiano medio (circa 265 milioni di anni fa), i cui resti fossili sono stati rinvenuti in Sudafrica.

## Descrizione

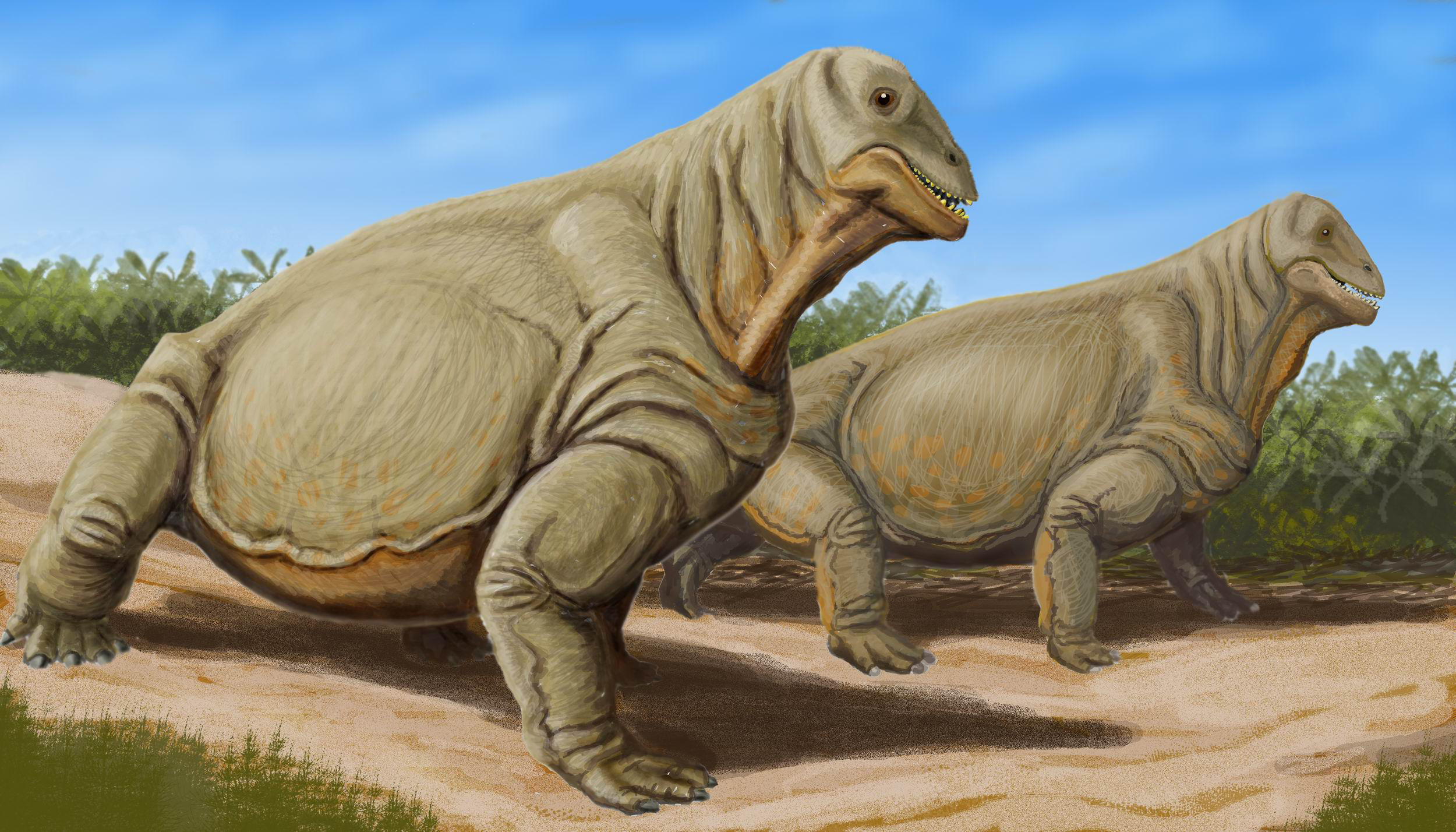
Ricostruzione di Moschops

L'aspetto di questo animale era davvero imponente: lungo fino a 3 metri, il moscope era dotato di un corpo robusto e alto, sorretto da corte e forti zampe. Quelle anteriori, in particolare, assomigliavano a pilastri ed erano posizionate leggermente al di fuori del corpo. Le zampe posteriori erano più corte, e così la coda. La testa, tenuta sollevata rispetto al corpo, era decisamente particolare: alto e robusto, era dotato di una volta cranica poderosa. In alcuni punti l'osso pieno poteva raggiungere i 10 centimetri di spessore. La dentatura era costituita da robusti denti a scalpello posti anteriormente, mentre i denti posteriori erano più piccoli e caratterizzavano il moscope come un animale erbivoro.

## Stile di vita
I Moschops, il cui nome significa "aspetto di vitello", erano tra i più grandi vertebrati terrestri della loro era; vagavano per le pianure del Karroo nutrendosi di fogliame che strappavano con i loro robusti denti a scalpello. Probabilmente la volta cranica ispessita veniva usata in scontri intraspecifici "testa contro testa", come gli attuali bighorn (Ovis canadensis). Anche alcuni dinosauri (i pachicefalosauri) avevano forse un simile comportamento. Il Sudafrica, all'epoca, era abitato da molti animali simili al moscope, di abitudini carnivore o erbivore, anch'essi facenti parte del gruppo dei dinocefali.

## Classificazione
Il moscope è un tipico rappresentante dei terapsidi (gli antenati dei mammiferi), e in particolare del gruppo dei dinocefali ("teste terribili"). La famiglia a cui appartiene il moscope è quella dei tapinocefalidi, che raggruppava forme erbivore dai crani eccezionalmente spessi. Di questo animale erano note due specie, Moschops capensis e M. koupensis; è possibile, tuttavia, che queste specie rappresentassero maschio e femmina di una sola specie. In Russia, più o meno nello stesso periodo, viveva Ulemosaurus, un essere molto simile al moscope, mentre in Sudafrica viveva Riebeeckosaurus, di dimensioni minori.

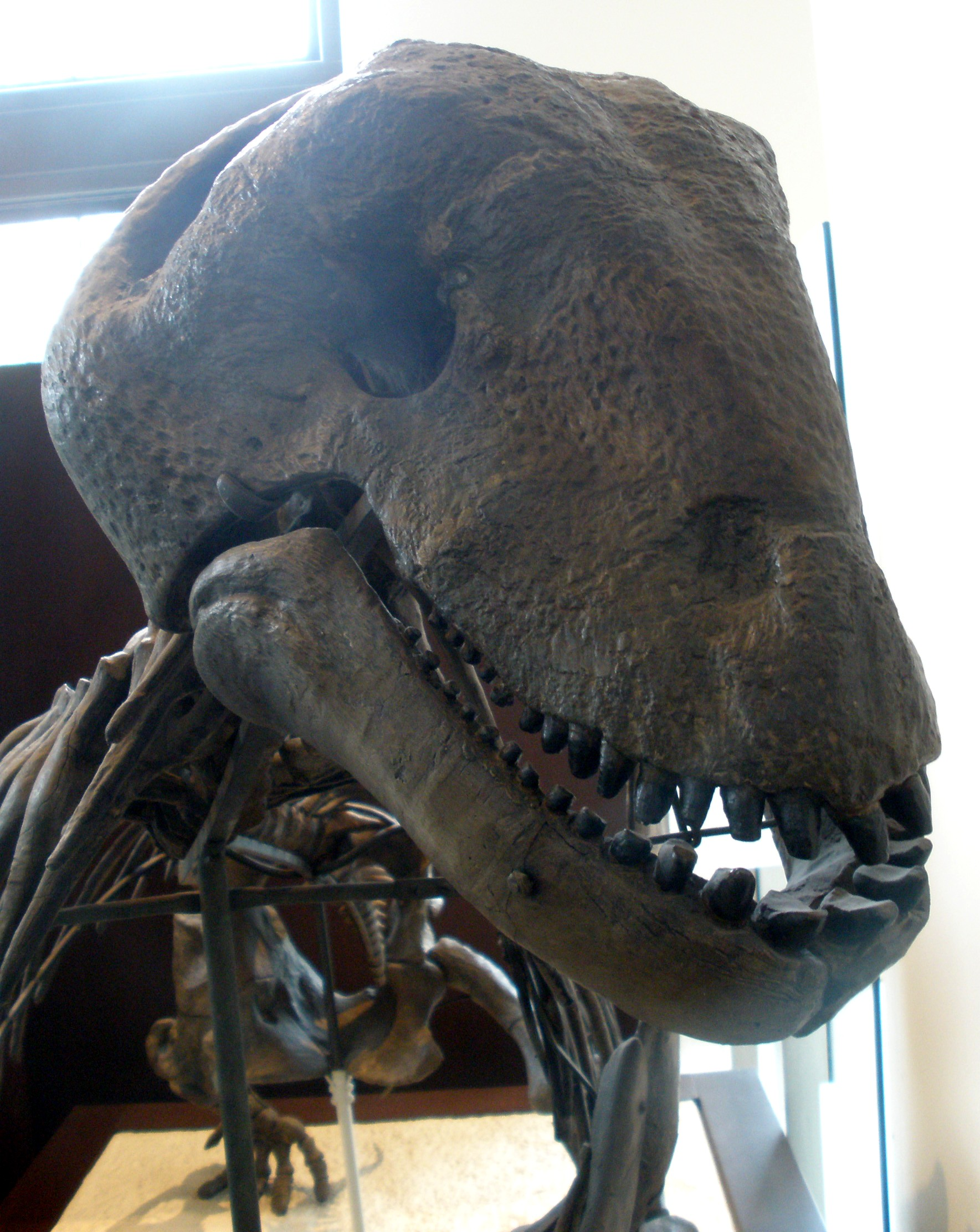
Cranio di Moschops capensis

## Nella cultura di massa
Una ricostruzione di moscope è presente nel Parco della Preistoria di Rivolta d'Adda.